# 専制公

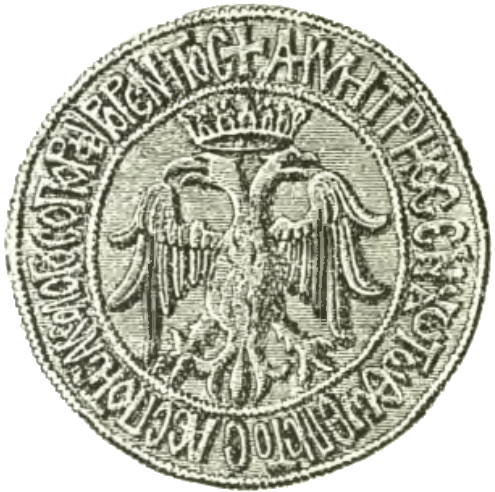
「専制公」の語が刻まれているモレアス専制公ディミトリオス・パレオロゴスの刻印

専制公（せんせいこう、ギリシア語: δεσπότης）は、コムネノス王朝時代以降の東ローマ帝国の爵位および、後にバルカン半島において使用された地方の領主の称号。古典ギリシャ語ではデスポテース、中世ギリシャ語ではデスポティス。

## 概要
もともと「デスポテース」は、古代ローマ帝国の東方地域で、早いうちから皇帝を指す言葉として使用され、東方地域を継承した東ローマ帝国でも皇帝の別称として引き続き使用された。
これが爵位となったのは、1163年のコムネノス王朝3代目の皇帝マヌエル1世コムネノスが、まだ実の息子がいなかったため、後継者とした娘婿のハンガリー王子ベーラ（後のハンガリー国王ベーラ3世）に祖父の名である「アレクシオス」という名前と共に与えたのが始まりだとされているが、それ以前から存在していたと言う説もある。
この後、東ローマ帝国が第4回十字軍によって一時滅亡した後に亡命政権のエピロス君主が「皇帝」を名乗る前段階として専制公の称号を採用した時、初めて独立国の君主号として現れることとなった。その後、ニカイア帝国の皇帝ヨハネス3世ドゥーカス・ヴァタツェスは競合関係にあったエピロス専制公を降し、改めて専制公の称号を与えてこれを名目上の属国とした。これをきっかけに地方の君主の称号として専制公称号がバルカン各地で幅広く使用されることとなった。14世紀以降は、モレアス専制公領など、東ローマ帝国内の地方行政機構においてもその首長として専制公称号を持つ皇族が派遣されることが多くなった。

## 訳語について
日本語訳では専制侯（せんせいこう）とする場合もある。「専制」という言葉が訳語に使われた背景にはもともと「デスポテース」（δεσπότης）がローマ後期帝政に於ける皇帝称号（ラテン語）の一つ「ドミヌス」（dominus）のギリシア語訳として用いられた事を背景としている（「ドミヌス」をいただく体制「ドミナートゥス」の訳語は「専制君主制」）。上記の通りその後の東ローマ時代に於いても「デスポテース」はいわば「専制君主」という意味合いの言葉として皇帝称号の一つであり続けたが、1163年以降に爵位となった為、「専制」という語源上の意味を示す訳語に高位爵位を示す「公」ないし「侯」を付して「専制公」「専制侯」という訳語が作り出された。アレクシオス1世コムネノス時代に同じように皇帝称号を流用して創設された「セバストクラトール（セヴァストクラトル）」（σεβαστοκράτωρ）の訳語「尊厳公」についても、「尊厳者」を示すアウグストゥス（Augustus）のギリシア語訳セバストス（セヴァストス, σεβαστός）と「最高司令官」を示す「インペラトル」（imperator）のギリシア語訳アウトクラトール（アフトクラトル, αυτοκράτωρ）を合成させた augustimperator = σεβαστοκράτωρ の訳語として、「尊厳者」に「公」を付して作り出された訳語である。ただこれらの訳語は必ずしも日本ビザンツ学界に於ける爵位の訳語として定着している訳ではなく、便宜上のものである。